# Daniel Guldemont
Daniel Guldemont, né le 27 octobre 1953 à Montignies-sur-Sambre, est un judoka belge qui évoluait dans la catégorie des moins de 86 kg (poids moyens). 
Il est le président du Royal Judo Club Montagnard de Montignies-sur-Sambre (Charleroi). Son père Théo a également été un judoka international.

## Palmarès
Daniel Guldemont a fait plusieurs podiums internationaux et a été sélectionné pour les Jeux olympiques de Montréal.
Il a été deux fois champion de Belgique sénior.
| Chpt de Belgique  | Chpt de Belgique  | 1976 | 1977 | 1978 | 1979 | 1980 | 1981 | 1982 | 1983 |
| ----------------- | ----------------- | ---- | ---- | ---- | ---- | ---- | ---- | ---- | ---- |
| poids moyens      | -86 kg            | -    | 2e   | -    | -    | 1er  | -    | 1er  | 3e   |
| toutes catégories | toutes catégories | 2e   |      |      |      |      | 3e   |      |      |